# Expédition d'Anfa (1468)
Maroc portugais
L'expédition d'Anfa de 1468 a eu lieu lorsqu'une flotte portugaise commandée par le duc Ferdinand de Viseu a rasé la ville d'Anfa, alors l'une des villes les plus importantes du Maroc et un paradis des pirates.

## Histoire
Anfa était l'une des villes les plus prospères du Maroc et devait sa richesse à la fois à l'exportation de denrées alimentaires telles que le blé cultivé dans les régions environnantes très fertiles, et au fait qu'elle était un paradis notoire pour les pirates,. Elle importait des vêtements de soie fine, de l'or et de l'argent de Grenade, et abritait un grand nombre de marchands et de résidences nobles. Selon Léon l'Africain, des navires sont partis de son port pour attaquer les côtes de la Péninsule Ibérique.
Souhaitant se distinguer par un fait d'armes, le duc Ferdinand de Béja et de Viseu, héritier du prince Henri le Navigateur, duc de Béja et de Viseu et gouverneur à la fois de l'Ordre de Santiago et Ordre du Christ, ont accepté de réaliser le désir de Roi Alphonse V de détruire la ville et de neutraliser la menace qu'elle posait,. Le duc Ferdinand était expérimenté dans le théâtre africain, et s'était déjà distingué auparavant en combattant à Alcácer Ceguer et Tanger.
Avant d'attaquer la ville, le duc Ferdinand envoya un fidalgo de sa maison, chevalier de Santiago et alcaide-mor de Sines Estevão da Gama (père de Vasco de Gama) pour espionner la ville déguisé en marchand de Figue,. Gama a dûment rempli sa mission, observant les défenses de la ville alors qu'il vendait une cargaison de figues d'Algarve à travers la ville. Les chiffres exacts de l'expédition ne sont pas connus mais peuvent avoir impliqué jusqu'à 10 000 hommes et environ 50 navires.
Alors que la flotte portugaise s'approchait de la ville, les habitants l'évacuèrent et s'enfuirent vers Rabat et Salé,. La ville fut alors saccagée et presque complètement démolie par l'armée portugaise, certaines sources indiquant que les Portugais n'ont rencontré que peu de résistance, d'autres pas du tout,. Dans les mots de Léon l'Africain :

« ...ils ont attaqué la ville avec un tel élan qu'ils l'ont saccagée et l'ont entièrement explosée en une seule journée, incendiant des maisons, abattant des murs dans une infinité d'endroits ; encore aujourd'hui, il reste inhabité, et quand je l'ai visité, je n'ai pu retenir mes larmes. La plupart des maisons, des magasins et des mosquées restent debout et blessent les yeux avec leur ruine, offrant un affichage des plus tristes. »

Anfa est restée à l'abandon pendant trois siècles. La région d'Anfa sera à nouveau attaquée par les Portugais en 1487.